# Pyrgopolon semiannulatum
Pyrgopolon semiannulatum är en ringmaskart som först beskrevs av ten Hove 1973.  Pyrgopolon semiannulatum ingår i släktet Pyrgopolon och familjen Serpulidae. Inga underarter finns listade i Catalogue of Life.